# Stanley-Cup-Playoffs 1989
Die Playoffs um den Stanley Cup des Jahres 1989 begannen am 5. April 1989 und endeten am 25. Mai 1989 mit dem 4:2-Sieg der Calgary Flames gegen die Canadiens de Montréal. Die Flames gewannen somit ihren ersten und bisher einzigen Stanley Cup der Franchise-Geschichte. Zudem stellten sie in Al MacInnis den mit der Conn Smythe Trophy ausgezeichneten Most Valuable Player dieser post-season, der als Verteidiger auch die Scorerliste der Playoffs anführte. Die unterlegenen Canadiens hingegen mussten die erste Finalniederlage seit 1967 hinnehmen, wobei sie in der Zwischenzeit neun Endspiele siegreich bestritten hatten; unter anderem gegen die Calgary Flames im Jahre 1986 (4:1). Bis heute markieren die Playoffs 1989 das letzte Mal, dass sich im Finale zwei kanadische Teams gegenüberstanden (Stand: Playoffs 2025).
Die New York Islanders verpassten zum ersten Mal seit 1974 die post-season, sodass mit 14 aufeinander folgenden Playoff-Teilnahmen eine der längsten Serien der Liga-Historie endete.

## Modus
Nachdem sich aus jeder Division die vier punktbesten Teams qualifiziert haben, starten die im K.-o.-System ausgetragenen Playoffs. Dabei trifft der jeweilige Erste auf den Vierten und der Zweite auf den Dritten einer jeden Division, sodass in den ersten zwei Runden die Divisionssieger ausgespielt werden. Diese treten in der Folge im Conference-Finale um den Einzug ins Stanley-Cup-Finale an.
Alle Serien jeder Runde werden im Best-of-Seven-Modus ausgespielt, das heißt, dass ein Team vier Siege zum Erreichen der nächsten Runde benötigt. Das höher gesetzte Team hat dabei in den ersten beiden Spielen Heimrecht, die nächsten beiden das gegnerische Team. Sollte bis dahin kein Sieger aus der Runde hervorgegangen sein, wechselt das Heimrecht von Spiel zu Spiel. So hat die höher gesetzte Mannschaft in den Spielen 1, 2, 5 und 7, also vier der maximal sieben Spiele, einen Heimvorteil. Der Sieger der Prince of Wales Conference wird mit der Prince of Wales Trophy ausgezeichnet und der Sieger der Campbell Conference mit der Clarence S. Campbell Bowl.
Bei Spielen, die nach der regulären Spielzeit von 60 Minuten unentschieden bleiben, folgt die Overtime. Sie endet durch das erste erzielte Tor (Sudden Death).

## Qualifizierte Teams
| Adams Division - (A1) Canadiens de Montréal - (A2) Boston Bruins - (A3) Buffalo Sabres - (A4) Hartford Whalers Patrick Division - (P1) Washington Capitals - (P2) Pittsburgh Penguins - (P3) New York Rangers - (P4) Philadelphia Flyers | Norris Division - (N1) Detroit Red Wings - (N2) St. Louis Blues - (N3) Minnesota North Stars - (N4) Chicago Blackhawks Smythe Division - (S1) Calgary Flames - (S2) Los Angeles Kings - (S3) Edmonton Oilers - (S4) Vancouver Canucks |

## Playoff-Baum
|  | Division-Halbfinale | Division-Halbfinale   | Division-Halbfinale |                     |                       | Division-Finale | Division-Finale              | Division-Finale |  |  | Conference-Finale | Conference-Finale | Conference-Finale |  |  | Stanley-Cup-Finale | Stanley-Cup-Finale | Stanley-Cup-Finale |
|  |                     |                       |                     |                     |                       |                 |                              |                 |  |  |                   |                   |                   |  |  |                    |                    |                    |
|  | A1                  | Canadiens de Montréal | 4                   |                     |                       |                 |                              |                 |  |  |                   |                   |                   |  |  |                    |                    |                    |
|  | A4                  | Hartford Whalers      | 0                   |                     |                       |                 |                              |                 |  |  |                   |                   |                   |  |  |                    |                    |                    |
|  | A4                  | Hartford Whalers      | 0                   | A1                  | Canadiens de Montréal | 4               |                              |                 |  |  |                   |                   |                   |  |  |                    |                    |                    |
|  |                     |                       |                     | A1                  | Canadiens de Montréal | 4               |                              |                 |  |  |                   |                   |                   |  |  |                    |                    |                    |
|  |                     |                       | A2                  | Boston Bruins       | 1                     |                 |                              |                 |  |  |                   |                   |                   |  |  |                    |                    |                    |
|  | A2                  | Boston Bruins         | A2                  | Boston Bruins       | 1                     | 4               |                              |                 |  |  |                   |                   |                   |  |  |                    |                    |                    |
|  | A2                  | Boston Bruins         |                     |                     |                       | 4               |                              |                 |  |  |                   |                   |                   |  |  |                    |                    |                    |
|  | A3                  | Buffalo Sabres        | 1                   |                     |                       |                 |                              |                 |  |  |                   |                   |                   |  |  |                    |                    |                    |
|  | A3                  | Buffalo Sabres        | 1                   | A1                  | Canadiens de Montréal | 4               |                              |                 |  |  |                   |                   |                   |  |  |                    |                    |                    |
|  |                     |                       |                     | A1                  | Canadiens de Montréal | 4               | Prince of Wales Conference   |                 |  |  |                   |                   |                   |  |  |                    |                    |                    |
|  |                     | P4                    | Philadelphia Flyers | 2                   |                       |                 |                              |                 |  |  |                   |                   |                   |  |  |                    |                    |                    |
|  | P1                  | P4                    | Philadelphia Flyers | 2                   | Washington Capitals   | 2               |                              |                 |  |  |                   |                   |                   |  |  |                    |                    |                    |
|  | P1                  |                       |                     |                     | Washington Capitals   | 2               |                              |                 |  |  |                   |                   |                   |  |  |                    |                    |                    |
|  | P4                  | Philadelphia Flyers   | 4                   |                     |                       |                 |                              |                 |  |  |                   |                   |                   |  |  |                    |                    |                    |
|  | P4                  | Philadelphia Flyers   | 4                   | P4                  | Philadelphia Flyers   | 4               |                              |                 |  |  |                   |                   |                   |  |  |                    |                    |                    |
|  |                     |                       |                     | P4                  | Philadelphia Flyers   | 4               |                              |                 |  |  |                   |                   |                   |  |  |                    |                    |                    |
|  |                     |                       | P2                  | Pittsburgh Penguins | 3                     |                 |                              |                 |  |  |                   |                   |                   |  |  |                    |                    |                    |
|  | P2                  | Pittsburgh Penguins   | P2                  | Pittsburgh Penguins | 3                     | 4               |                              |                 |  |  |                   |                   |                   |  |  |                    |                    |                    |
|  | P2                  | Pittsburgh Penguins   |                     |                     |                       |                 |                              |                 |  |  |                   |                   |                   |  |  |                    |                    |                    |
|  | P3                  | New York Rangers      | 0                   |                     |                       |                 |                              |                 |  |  |                   |                   |                   |  |  |                    |                    |                    |
|  | P3                  | New York Rangers      | 0                   | A1                  | Canadiens de Montréal | 2               |                              |                 |  |  |                   |                   |                   |  |  |                    |                    |                    |
|  |                     |                       |                     |                     |                       |                 |                              |                 |  |  |                   |                   |                   |  |  |                    |                    |                    |
|  |                     | S1                    | Calgary Flames      | 4                   |                       |                 |                              |                 |  |  |                   |                   |                   |  |  |                    |                    |                    |
|  | N1                  | S1                    | Calgary Flames      | 4                   | Detroit Red Wings     | 2               |                              |                 |  |  |                   |                   |                   |  |  |                    |                    |                    |
|  | N1                  |                       |                     |                     | Detroit Red Wings     | 2               |                              |                 |  |  |                   |                   |                   |  |  |                    |                    |                    |
|  | N4                  | Chicago Blackhawks    | 4                   |                     |                       |                 |                              |                 |  |  |                   |                   |                   |  |  |                    |                    |                    |
|  | N4                  | Chicago Blackhawks    | 4                   | N4                  | Chicago Blackhawks    | 4               |                              |                 |  |  |                   |                   |                   |  |  |                    |                    |                    |
|  |                     |                       |                     | N4                  | Chicago Blackhawks    | 4               |                              |                 |  |  |                   |                   |                   |  |  |                    |                    |                    |
|  |                     |                       | N2                  | St. Louis Blues     | 1                     |                 |                              |                 |  |  |                   |                   |                   |  |  |                    |                    |                    |
|  | N2                  | St. Louis Blues       | N2                  | St. Louis Blues     | 1                     | 4               |                              |                 |  |  |                   |                   |                   |  |  |                    |                    |                    |
|  | N2                  | St. Louis Blues       |                     |                     |                       | 4               |                              |                 |  |  |                   |                   |                   |  |  |                    |                    |                    |
|  | N3                  | Minnesota North Stars | 1                   |                     |                       |                 |                              |                 |  |  |                   |                   |                   |  |  |                    |                    |                    |
|  | N3                  | Minnesota North Stars | 1                   | N4                  | Chicago Blackhawks    | 1               |                              |                 |  |  |                   |                   |                   |  |  |                    |                    |                    |
|  |                     |                       |                     | N4                  | Chicago Blackhawks    | 1               | Clarence Campbell Conference |                 |  |  |                   |                   |                   |  |  |                    |                    |                    |
|  |                     | S1                    | Calgary Flames      | 4                   |                       |                 |                              |                 |  |  |                   |                   |                   |  |  |                    |                    |                    |
|  | S1                  | S1                    | Calgary Flames      | 4                   | Calgary Flames        | 4               |                              |                 |  |  |                   |                   |                   |  |  |                    |                    |                    |
|  | S1                  |                       |                     |                     |                       |                 |                              |                 |  |  |                   |                   |                   |  |  |                    |                    |                    |
|  | S4                  | Vancouver Canucks     | 3                   |                     |                       |                 |                              |                 |  |  |                   |                   |                   |  |  |                    |                    |                    |
|  | S4                  | Vancouver Canucks     | 3                   | S1                  | Calgary Flames        | 4               |                              |                 |  |  |                   |                   |                   |  |  |                    |                    |                    |
|  |                     |                       |                     | S1                  | Calgary Flames        | 4               |                              |                 |  |  |                   |                   |                   |  |  |                    |                    |                    |
|  |                     |                       | S2                  | Los Angeles Kings   | 0                     |                 |                              |                 |  |  |                   |                   |                   |  |  |                    |                    |                    |
|  | S2                  | Los Angeles Kings     | S2                  | Los Angeles Kings   | 0                     | 4               |                              |                 |  |  |                   |                   |                   |  |  |                    |                    |                    |
|  | S2                  | Los Angeles Kings     |                     |                     |                       |                 |                              |                 |  |  |                   |                   |                   |  |  |                    |                    |                    |
|  | S3                  | Edmonton Oilers       | 3                   |                     |                       |                 |                              |                 |  |  |                   |                   |                   |  |  |                    |                    |                    |

## Division-Halbfinale

### Prince of Wales Conference

#### (A1) Canadiens de Montréal – (A4) Hartford Whalers
| 5. April 1989 | Canadiens de Montréal Mike Keane (12:09) Bobby Smith (16:24) Ryan Walter (23:59) Mike McPhee (46:25) Mats Näslund (48:02) Brian Skrudland (57:50) | 6:2 (2:1, 1:1, 3:0) Spielbericht Stand: 1:0 | Hartford Whalers Ray Ferraro (14:59) Scott Young (36:55) | Forum de Montréal, Montréal, Québec Zuschauer: 16.005 |

| 6. April 1989 | Canadiens de Montréal Brian Skrudland (20:36) Bobby Smith (37:02) Mike McPhee (38:25) | 3:2 (0:0, 3:0, 0:2) Spielbericht Stand: 2:0 | Hartford Whalers Scott Young (47:03) Paul MacDermid (54:10) | Forum de Montréal, Montréal, Québec Zuschauer: 16.563 |

| 8. April 1989 | Hartford Whalers Grant Jennings (17:00) Kevin Dineen (20:56) Dean Evason (52:52) Brad Shaw (55:54) | 4:5 n. V. (1:0, 1:1, 2:3, 0:1) Spielbericht Stand: 0:3 | Canadiens de Montréal Bobby Smith (30:47) Russ Courtnall (44:10) Donald Dufresne (44:38) Guy Carbonneau (55:28) Stéphane Richer (65:01) | Hartford Civic Center, Hartford, Connecticut Zuschauer: 13.363 |

| 9. April 1989 | Hartford Whalers Ray Ferraro (19:04) Dave Babych (45:29) Brian Lawton (54:55) | 3:4 n. V. (1:0, 0:2, 2:1, 0:1) Spielbericht Stand: 0:4 | Canadiens de Montréal Mats Näslund (21:59) Stéphane Richer (27:08) Bobby Smith (42:56) Russ Courtnall (75:12) | Hartford Civic Center, Hartford, Connecticut Zuschauer: 12.245 |

#### (A2) Boston Bruins – (A3) Buffalo Sabres
| 5. April 1989 | Boston Bruins | 0:6 (0:2, 0:3, 0:1) Spielbericht Stand: 0:1 | Buffalo Sabres Mike Foligno (5:54) Rick Vaive (13:42) Scott Arniel (26:38) Pierre Turgeon (37:41) Mike Ramsey (38:17) Mike Foligno (52:51) | Boston Garden, Boston, Massachusetts Zuschauer: 14.448 |

| 6. April 1989 | Boston Bruins Cam Neely (26:24) Greg Johnston (39:25) Craig Janney (41:08) Bobby Carpenter (41:56) Ray Neufeld (55:42) | 5:3 (0:0, 2:3, 3:0) Spielbericht Stand: 1:1 | Buffalo Sabres Mike Foligno (21:20) Pierre Turgeon (23:08) Pierre Turgeon (23:35) | Boston Garden, Boston, Massachusetts Zuschauer: 14.448 |

| 8. April 1989 | Buffalo Sabres Rick Vaive (48:00) Phil Housley (50:27) | 2:4 (0:1, 0:0, 2:3) Spielbericht Stand: 1:2 | Boston Bruins Randy Burridge (16:53) Cam Neely (45:45) Cam Neely (54:54) Bob Sweeney (59:59) | Buffalo Memorial Auditorium, Buffalo, New York Zuschauer: 16.433 |

| 9. April 1989 | Buffalo Sabres Doug Bodger (17:06) Mark Napier (23:18) | 2:3 (1:1, 1:2, 0:0) Spielbericht Stand: 1:3 | Boston Bruins Randy Burridge (7:07) Craig Janney (26:27) Cam Neely (35:32) | Buffalo Memorial Auditorium, Buffalo, New York Zuschauer: 16.433 |

| 11. April 1989 | Boston Bruins Randy Burridge (28:39) Ray Neufeld (31:26) Cam Neely (33:04) Craig Janney (54:32) | 4:1 (0:0, 3:0, 1:1) Spielbericht Stand: 4:1 | Buffalo Sabres Grant Ledyard (45:23) | Boston Garden, Boston, Massachusetts Zuschauer: 14.448 |

#### (P1) Washington Capitals – (P4) Philadelphia Flyers
| 5. April 1989 | Washington Capitals Geoff Courtnall (14:49) Michal Pivoňka (32:24) Lou Franceschetti (33:59) | 3:2 (1:2, 2:0, 0:0) Spielbericht Stand: 1:0 | Philadelphia Flyers Brian Propp (7:49) Tim Kerr (11:52) | Capital Centre, Landover, Maryland Zuschauer: 18.130 |

| 6. April 1989 | Washington Capitals Dino Ciccarelli (39:59) Geoff Courtnall (42:40) | 2:3 (0:0, 1:0, 1:3) Spielbericht Stand: 1:1 | Philadelphia Flyers Keith Acton (47:08) Brian Propp (51:25) Brian Propp (59:09) | Capital Centre, Landover, Maryland Zuschauer: 18.130 |

| 8. April 1989 | Philadelphia Flyers Rick Tocchet (5:19) Scott Mellanby (23:47) Brian Propp (45:30) | 3:4 n. V. (1:1, 1:1, 1:1, 0:1) Spielbericht Stand: 1:2 | Washington Capitals Bob Rouse (8:16) Steve Leach (36:15) Bengt-Åke Gustafsson (52:15) Kelly Miller (60:51) | The Spectrum, Philadelphia, Pennsylvania Zuschauer: 17.423 |

| 9. April 1989 | Philadelphia Flyers Tim Kerr (23:41) Dave Poulin (28:54) Gord Murphy (32:01) Rick Tocchet (39:00) Scott Mellanby (42:11) | 5:2 (0:0, 4:0, 1:2) Spielbericht Stand: 2:2 | Washington Capitals Dino Ciccarelli (50:03) Michal Pivoňka (51:32) | The Spectrum, Philadelphia, Pennsylvania Zuschauer: 17.423 |

| 11. April 1989 | Washington Capitals Bob Rouse (3:11) Dave Christian (15:53) Michal Pivoňka (24:41) Dino Ciccarelli (32:31) Calle Johansson (45:35) | 5:8 (2:2, 2:2, 1:4) Spielbericht Stand: 2:3 | Philadelphia Flyers Rick Tocchet (3:32) Mike Bullard (9:35) Tim Kerr (28:57) Tim Kerr (34:32) Brian Propp (48:03) Per-Erik Eklund (53:52) Kjell Samuelsson (56:32) Ron Hextall (58:58) | Capital Centre, Landover, Maryland Zuschauer: 18.130 |

| 13. April 1989 | Philadelphia Flyers Brian Propp (25:21) Gord Murphy (35:42) Rick Tocchet (47:27) Rick Tocchet (56:41) | 4:3 (0:1, 2:0, 2:2) Spielbericht Stand: 4:2 | Washington Capitals Kevin Hatcher (7:02) Scott Stevens (43:28) Bengt-Åke Gustafsson (53:13) | The Spectrum, Philadelphia, Pennsylvania Zuschauer: 17.423 |

#### (P2) Pittsburgh Penguins – (P3) New York Rangers
| 5. April 1989 | Pittsburgh Penguins Paul Coffey (12:34) Paul Coffey (50:21) Dan Quinn (53:16) | 3:1 (1:1, 0:0, 2:0) Spielbericht Stand: 1:0 | New York Rangers Tomas Sandström (19:34) | Civic Arena, Pittsburgh, Pennsylvania Zuschauer: 16.025 |

| 6. April 1989 | Pittsburgh Penguins Kevin Stevens (3:06) Rob Brown (3:35) Jock Callander (4:37) Phil Bourque (7:51) Randy Cunneyworth (12:48) Zarley Zalapski (33:52) Mario Lemieux (58:54) | 7:4 (5:2, 1:0, 1:2) Spielbericht Stand: 2:0 | New York Rangers Guy Lafleur (6:36) Brian Leetch (14:29) John Ogrodnick (46:15) Carey Wilson (47:54) | Civic Arena, Pittsburgh, Pennsylvania Zuschauer: 16.025 |

| 8. April 1989 | New York Rangers Tony Granato (8:28) John Ogrodnick (42:24) Tomas Sandström (53:23) | 3:5 (1:2, 0:2, 2:1) Spielbericht Stand: 0:3 | Pittsburgh Penguins Mario Lemieux (7:24) John Cullen (15:25) Kevin Stevens (29:06) Dan Quinn (38:45) Dan Quinn (44:25) | Madison Square Garden, New York City, New York Zuschauer: 17.498 |

| 9. April 1989 | New York Rangers Tomas Sandström (22:18) Brian Leetch (46:15) Brian Leetch (59:49) | 3:4 (0:3, 1:1, 2:0) Spielbericht Stand: 0:4 | Pittsburgh Penguins Mario Lemieux (7:27) Phil Bourque (7:53) Phil Bourque (11:03) Rob Brown (34:33) Dan Quinn (44:25) | Madison Square Garden, New York City, New York Zuschauer: 17.403 |

### Clarence Campbell Conference

#### (N1) Detroit Red Wings – (N4) Chicago Blackhawks
| 5. April 1989 | Detroit Red Wings Petr Klíma (15:15) Dave Barr (18:09) Dave Barr (36:20) | 3:2 (2:0, 1:1, 0:1) Spielbericht Stand: 1:0 | Chicago Blackhawks Adam Creighton (32:00) Denis Savard (49:30) | Joe Louis Arena, Detroit, Michigan Zuschauer: 19.569 |

| 6. April 1989 | Detroit Red Wings Steve Yzerman (6:09) Steve Yzerman (11:48) Steve Yzerman (47:01) Steve Chiasson (57:31) | 4:5 n. V. (2:2, 0:2, 2:0, 0:1) Spielbericht Stand: 1:1 | Chicago Blackhawks Dirk Graham (8:49) Denis Savard (9:59) Adam Creighton (25:08) Wayne Presley (33:50) Duane Sutter (74:36) | Joe Louis Arena, Detroit, Michigan Zuschauer: 19.603 |

| 8. April 1989 | Chicago Blackhawks Adam Creighton (21:27) Doug Wilson (37:07) Denis Savard (41:34) Troy Murray (43:45) | 4:2 (0:1, 2:1, 2:0) Spielbericht Stand: 2:1 | Detroit Red Wings Dave Barr (4:46) Steve Chiasson (22:21) | Chicago Stadium, Chicago, Illinois Zuschauer: 17.373 |

| 9. April 1989 | Chicago Blackhawks Bob Murray (12:09) Greg Gilbert (20:52) Duane Sutter (50:16) | 3:2 (1:0, 1:1, 1:1) Spielbericht Stand: 3:1 | Detroit Red Wings Steve Yzerman (22:16) Shawn Burr (55:00) | Chicago Stadium, Chicago, Illinois Zuschauer: 16.785 |

| 11. April 1989 | Detroit Red Wings Steve Yzerman (0:52) Gerard Gallant (6:00) Paul MacLean (17:26) Petr Klíma (47:23) John Chabot (48:22) Torrie Robertson (59:29) | 6:4 (3:2, 0:1, 3:1) Spielbericht Stand: 2:3 | Chicago Blackhawks Adam Creighton (12:34) Steve Larmer (16:44) Wayne Presley (24:26) Steve Konroyd (41:05) | Joe Louis Arena, Detroit, Michigan Zuschauer: 19.784 |

| 13. April 1989 | Chicago Blackhawks Steve Larmer (18:39) Steve Larmer (27:03) Wayne Presley (27:29) Troy Murray (31:49) Wayne Presley (47:29) Wayne Presley (51:05) Denis Savard (58:49) | 7:1 (1:1, 3:0, 3:0) Spielbericht Stand: 4:2 | Detroit Red Wings Lee Norwood (6:21) | Chicago Stadium, Chicago, Illinois Zuschauer: 17.289 |

#### (N2) St. Louis Blues – (N3) Minnesota North Stars
| 5. April 1989 | St. Louis Blues Gordie Roberts (26:41) Cliff Ronning (38:45) Peter Zezel (42:58) Brett Hull (71:55) | 4:3 n. V. (0:1, 2:1, 1:1, 1:0) Spielbericht Stand: 1:0 | Minnesota North Stars Bob Brooke (16:16) Bob Brooke (35:10) Bob Brooke (57:25) | St. Louis Arena, St. Louis, Missouri Zuschauer: 11.138 |

| 6. April 1989 | St. Louis Blues Brett Hull (12:56) Rick Meagher (33:17) Paul Cavallini (58:16) Rick Meagher (65:30) | 4:3 n. V. (1:3, 1:0, 1:0, 1:0) Spielbericht Stand: 2:0 | Minnesota North Stars Stewart Gavin (1:36) Brian Bellows (10:20) Neal Broten (16:19) | St. Louis Arena, St. Louis, Missouri Zuschauer: 11.644 |

| 8. April 1989 | Minnesota North Stars Brian Bellows (24:04) Stewart Gavin (24:50) Neal Broten (48:33) | 3:5 (0:3, 2:1, 1:1) Spielbericht Stand: 0:3 | St. Louis Blues Peter Zezel (4:44) Doug Evans (6:21) Brett Hull (12:14) Brett Hull (24:56) Greg Paslawski (41:06) | Metropolitan Sports Center, Bloomington, Minnesota Zuschauer: 11.273 |

| 9. April 1989 | Minnesota North Stars Stewart Gavin (35:28) Perry Berezan (42:36) Dušan Pašek (46:24) Marc Habscheid (56:45) Don Barber (59:53) | 5:4 (0:1, 1:1, 4:2) Spielbericht Stand: 1:3 | St. Louis Blues Peter Zezel (3:19) Bernie Federko (21:04) Bernie Federko (42:28) Herb Raglan (52:02) | Metropolitan Sports Center, Bloomington, Minnesota Zuschauer: 8.013 |

| 11. April 1989 | St. Louis Blues Peter Zezel (27:07) Peter Zezel (28:47) Rod Brind’Amour (29:48) Rick Meagher (36:01) Sergio Momesso (41:50) Peter Zezel (46:10) | 6:1 (0:0, 4:1, 2:0) Spielbericht Stand: 4:1 | Minnesota North Stars František Musil (26:40) | St. Louis Arena, St. Louis, Missouri Zuschauer: 14.854 |

#### (S1) Calgary Flames – (S4) Vancouver Canucks
| 5. April 1989 | Calgary Flames Mark Hunter (8:24) Joe Mullen (21:59) Jamie Macoun (35:30) | 3:4 n. V. (1:1, 2:1, 0:1, 0:1) Spielbericht Stand: 0:1 | Vancouver Canucks Greg Adams (6:21) Robert Nordmark (24:20) Petri Skriko (48:41) Paul Reinhart (62:47) | Olympic Saddledome, Calgary, Alberta Zuschauer: 18.720 |

| 6. April 1989 | Calgary Flames Joel Otto (8:20) Colin Patterson (19:59) Theoren Fleury (23:20) Doug Gilmour (32:25) Håkan Loob (49:42) | 5:2 (2:0, 2:1, 1:1) Spielbericht Stand: 1:1 | Vancouver Canucks Greg Adams (35:56) Brian Bradley (57:18) | Olympic Saddledome, Calgary, Alberta Zuschauer: 19.053 |

| 8. April 1989 | Vancouver Canucks | 0:4 (0:0, 0:2, 0:2) Spielbericht Stand: 1:2 | Calgary Flames Håkan Loob (22:04) Joe Nieuwendyk (31:24) Joe Mullen (41:42) Håkan Loob (43:36) | Pacific Coliseum, Vancouver, British Columbia Zuschauer: 16.024 |

| 9. April 1989 | Vancouver Canucks Mel Bridgman (1:01) Trevor Linden (27:33) Brian Bradley (39:43) Paul Reinhart (41:19) Robert Nordmark (57:05) | 5:3 (1:0, 2:0, 2:3) Spielbericht Stand: 2:2 | Calgary Flames Joel Otto (46:18) Theoren Fleury (55:02) Joe Nieuwendyk (59:39) | Pacific Coliseum, Vancouver, British Columbia Zuschauer: 16.029 |

| 11. April 1989 | Calgary Flames Joe Nieuwendyk (5:37) Mark Hunter (29:51) Håkan Loob (41:04) Joe Mullen (59:25) | 4:0 (1:0, 1:0, 2:0) Spielbericht Stand: 3:2 | Vancouver Canucks | Olympic Saddledome, Calgary, Alberta Zuschauer: 19.458 |

| 13. April 1989 | Vancouver Canucks Trevor Linden (22:32) Jim Sandlak (37:26) Rich Sutter (39:29) Garth Butcher (39:44) Brian Bradley (54:23) Rich Sutter (59:16) | 6:3 (0:1, 4:1, 2:1) Spielbericht Stand: 3:3 | Calgary Flames Al MacInnis (15:50) Jim Peplinski (29:29) Håkan Loob (45:16) | Pacific Coliseum, Vancouver, British Columbia Zuschauer: 16.101 |

| 15. April 1989 | Calgary Flames Joe Nieuwendyk (9:39) Gary Roberts (18:01) Joe Mullen (39:25) Joel Otto (79:21) | 4:3 n. V. (2:1, 1:1, 0:1, 1:0) Spielbericht Stand: 4:3 | Vancouver Canucks Robert Nordmark (12:46) Trevor Linden (22:04) Doug Lidster (47:12) | Olympic Saddledome, Calgary, Alberta Zuschauer: 20.062 |

#### (S2) Los Angeles Kings – (S3) Edmonton Oilers
| 5. April 1989 | Los Angeles Kings Chris Kontos (1:01) Steve Duchesne (39:33) Mike Krushelnyski (42:55) | 3:4 (1:1, 1:1, 1:2) Spielbericht Stand: 0:1 | Edmonton Oilers Tomas Jonsson (16:54) Charlie Huddy (33:58) Esa Tikkanen (56:06) Craig Simpson (57:13) | Great Western Forum, Inglewood, Kalifornien Zuschauer: 16.005 |

| 6. April 1989 | Los Angeles Kings Chris Kontos (10:01) Bernie Nicholls (28:00) Chris Kontos (33:12) Wayne Gretzky (35:52) Chris Kontos (41:20) | 5:2 (1:0, 3:2, 1:0) Spielbericht Stand: 1:1 | Edmonton Oilers Mark Messier (27:36) Tomas Jonsson (37:50) | Great Western Forum, Inglewood, Kalifornien Zuschauer: 16.005 |

| 8. April 1989 | Edmonton Oilers Jimmy Carson (15:00) Steve Smith (15:16) Jari Kurri (22:24) Jari Kurri (23:35) | 4:0 (2:0, 2:0, 0:0) Spielbericht Stand: 2:1 | Los Angeles Kings | Northlands Coliseum, Edmonton, Alberta Zuschauer: 17.503 |

| 9. April 1989 | Edmonton Oilers Charlie Huddy (4:47) Jimmy Carson (17:39) Normand Lacombe (45:16) Steve Smith (59:34) | 4:3 (2:1, 0:2, 2:0) Spielbericht Stand: 3:1 | Los Angeles Kings Steve Duchesne (7:11) Chris Kontos (25:20) Tom Laidlaw (38:14) | Northlands Coliseum, Edmonton, Alberta Zuschauer: 17.503 |

| 11. April 1989 | Los Angeles Kings Chris Kontos (6:24) Bernie Nicholls (25:32) Luc Robitaille (29:44) Wayne Gretzky (58:43) | 4:2 (1:0, 2:1, 1:1) Spielbericht Stand: 2:3 | Edmonton Oilers Glenn Anderson (27:38) Normand Lacombe (55:55) | Great Western Forum, Inglewood, Kalifornien Zuschauer: 16.005 |

| 13. April 1989 | Edmonton Oilers Randy Gregg (0:33) | 1:4 (1:0, 0:1, 0:3) Spielbericht Stand: 3:3 | Los Angeles Kings Mike Allison (36:22) Jim Wiemer (44:14) Chris Kontos (48:19) Luc Robitaille (52:13) | Northlands Coliseum, Edmonton, Alberta Zuschauer: 17.351 |

| 15. April 1989 | Los Angeles Kings Wayne Gretzky (0:52) Chris Kontos (11:56) Bernie Nicholls (26:51) Bernie Nicholls (36:23) Dale DeGray (54:50) Wayne Gretzky (58:25) | 6:3 (2:1, 2:2, 2:0) Spielbericht Stand: 4:3 | Edmonton Oilers Jari Kurri (4:48) Craig Simpson (20:34) Kevin Lowe (27:48) | Great Western Forum, Inglewood, Kalifornien Zuschauer: 16.005 |

## Division-Finale

### Prince of Wales Conference

#### (A1) Canadiens de Montréal – (A2) Boston Bruins
| 17. April 1989 | Canadiens de Montréal Russ Courtnall (23:42) Mike Keane (38:37) Claude Lemieux (40:46) | 3:2 (0:1, 2:0, 1:1) Spielbericht Stand: 1:0 | Boston Bruins John Carter (4:39) Bob Sweeney (55:57) | Forum de Montréal, Montréal, Québec Zuschauer: 17.909 |

| 19. April 1989 | Canadiens de Montréal Claude Lemieux (6:36) Brent Gilchrist (53:48) Bobby Smith (72:24) | 3:2 n. V. (1:0, 0:1, 1:1, 1:0) Spielbericht Stand: 2:0 | Boston Bruins Bob Joyce (30:56) Randy Burridge (42:43) | Forum de Montréal, Montréal, Québec Zuschauer: 17.905 |

| 21. April 1989 | Boston Bruins Bob Joyce (34:09) Bob Joyce (37:52) Craig Janney (43:13) Cam Neely (50:45) | 4:5 (0:1, 2:2, 2:2) Spielbericht Stand: 0:3 | Canadiens de Montréal Stéphane Richer (4:06) Mats Näslund (21:59) Petr Svoboda (33:32) Mike McPhee (45:27) Russ Courtnall (53:52) | Boston Garden, Boston, Massachusetts Zuschauer: 14.448 |

| 23. April 1989 | Boston Bruins Randy Burridge (16:28) Cam Neely (34:54) Michael Thelvén (35:01) | 3:2 (1:0, 2:1, 0:1) Spielbericht Stand: 1:3 | Canadiens de Montréal Russ Courtnall (23:57) Brian Skrudland (40:12) | Boston Garden, Boston, Massachusetts Zuschauer: 14.448 |

| 25. April 1989 | Canadiens de Montréal Chris Chelios (24:13) Shayne Corson (29:50) Stéphane Richer (44:14) | 3:2 (0:1, 2:0, 1:1) Spielbericht Stand: 4:1 | Boston Bruins Bob Joyce (15:37) Bob Joyce (47:31) | Forum de Montréal, Montréal, Québec Zuschauer: 17.909 |

#### (P2) Pittsburgh Penguins – (P4) Philadelphia Flyers
| 17. April 1989 | Pittsburgh Penguins Mario Lemieux (12:44) Dan Quinn (27:44) John Cullen (28:17) Rob Brown (53:26) | 4:3 (1:2, 2:1, 1:0) Spielbericht Stand: 1:0 | Philadelphia Flyers Dave Poulin (10:01) Tim Kerr (17:29) Brian Propp (23:54) | Civic Arena, Pittsburgh, Pennsylvania Zuschauer: 16.025 |

| 19. April 1989 | Pittsburgh Penguins Dan Quinn (3:06) Mario Lemieux (34:22) | 2:4 (1:3, 1:1, 0:0) Spielbericht Stand: 1:1 | Philadelphia Flyers Tim Kerr (6:50) Tim Kerr (12:09) Tim Kerr (18:13) Brian Propp (39:36) | Civic Arena, Pittsburgh, Pennsylvania Zuschauer: 16.025 |

| 21. April 1989 | Philadelphia Flyers Keith Acton (28:17) Brian Propp (33:27) Dave Poulin (42:51) | 3:4 n. V. (0:1, 2:2, 1:0, 0:1) Spielbericht Stand: 1:2 | Pittsburgh Penguins Mario Lemieux (12:07) Dan Quinn (24:39) Jock Callander (38:15) Phil Bourque (72:08) | The Spectrum, Philadelphia, Pennsylvania Zuschauer: 17.423 |

| 23. April 1989 | Philadelphia Flyers Dave Poulin (13:24) Tim Kerr (26:37) Tim Kerr (29:18) Terry Carkner (47:17) | 4:1 (1:1, 2:0, 1:0) Spielbericht Stand: 2:2 | Pittsburgh Penguins John Cullen (3:22) | The Spectrum, Philadelphia, Pennsylvania Zuschauer: 17.423 |

| 25. April 1989 | Pittsburgh Penguins Mario Lemieux (2:15) Mario Lemieux (3:45) Mario Lemieux (6:55) Bob Errey (7:07) Mario Lemieux (17:09) Troy Loney (17:44) Kevin Stevens (21:43) Rob Brown (30:35) Rob Brown (32:55) Mario Lemieux (59:23) | 10:7 (6:1, 3:2, 1:4) Spielbericht Stand: 3:2 | Philadelphia Flyers Mike Bullard (11:45) Per-Erik Eklund (20:06) Brian Propp (29:07) Derrick Smith (40:48) Tim Kerr (50:21) Per-Erik Eklund (53:02) Tim Kerr (57:23) | Civic Arena, Pittsburgh, Pennsylvania Zuschauer: 16.025 |

| 27. April 1989 | Philadelphia Flyers Tim Kerr (4:28) Tim Kerr (18:22) Derrick Smith (23:28) Ron Sutter (28:40) Derrick Smith (39:01) Brian Propp (58:56) | 6:2 (2:0, 3:2, 1:0) Spielbericht Stand: 3:3 | Pittsburgh Penguins Randy Cunneyworth (22:18) Randy Cunneyworth (25:24) | The Spectrum, Philadelphia, Pennsylvania Zuschauer: 17.423 |

| 29. April 1989 | Pittsburgh Penguins Mario Lemieux (24:21) | 1:4 (0:1, 1:2, 0:2) Spielbericht Stand: 3:4 | Philadelphia Flyers Brian Propp (17:41) Dave Poulin (26:57) Mike Bullard (40:40) Scott Mellanby (59:32) | Civic Arena, Pittsburgh, Pennsylvania Zuschauer: 16.025 |

### Clarence Campbell Conference

#### (N2) St. Louis Blues – (N4) Chicago Blackhawks
| 18. April 1989 | St. Louis Blues Greg Paslawski (33:58) | 1:3 (0:0, 1:1, 0:2) Spielbericht Stand: 0:1 | Chicago Blackhawks Steve Larmer (35:16) Steve Thomas (40:31) Trent Yawney (45:04) | St. Louis Arena, St. Louis, Missouri Zuschauer: 15.280 |

| 20. April 1989 | St. Louis Blues Rod Brind’Amour (0:31) Sergio Momesso (1:52) Brett Hull (33:17) Brian Benning (43:59) Tony Hrkac (93:49) | 5:4 n. V. (2:0, 1:3, 1:1, 0:0, 1:0) Spielbericht Stand: 1:1 | Chicago Blackhawks Duane Sutter (23:06) Adam Creighton (28:42) Steve Larmer (34:08) Dirk Graham (51:19) | St. Louis Arena, St. Louis, Missouri Zuschauer: 15.329 |

| 22. April 1989 | Chicago Blackhawks Steve Larmer (17:05) Denis Savard (19:27) Wayne Presley (28:10) Bob Bassen (32:51) Denis Savard (44:24) | 5:2 (2:0, 2:2, 1:0) Spielbericht Stand: 2:1 | St. Louis Blues Steve Tuttle (25:44) Paul Cavallini (36:40) | Chicago Stadium, Chicago, Illinois Zuschauer: 18.466 |

| 24. April 1989 | Chicago Blackhawks Trent Yawney (15:05) Keith Brown (35:45) Steve Larmer (55:41) | 3:2 (1:1, 1:1, 1:0) Spielbericht Stand: 3:1 | St. Louis Blues Mike Lalor (4:56) Bernie Federko (28:51) | Chicago Stadium, Chicago, Illinois Zuschauer: 18.472 |

| 26. April 1989 | St. Louis Blues Bernie Federko (4:18) Tom Tilley (37:28) | 2:4 (1:0, 1:3, 0:1) Spielbericht Stand: 1:4 | Chicago Blackhawks Bob Murray (29:17) Wayne Presley (29:25) Jeremy Roenick (32:13) Steve Thomas (48:23) | St. Louis Arena, St. Louis, Missouri Zuschauer: 14.492 |

#### (S1) Calgary Flames – (S2) Los Angeles Kings
| 18. April 1989 | Calgary Flames Theoren Fleury (16:20) Brian MacLellan (29:02) Gary Roberts (58:24) Doug Gilmour (67:47) | 4:3 n. V. (1:1, 1:2, 1:0, 1:0) Spielbericht Stand: 1:0 | Los Angeles Kings Bernie Nicholls (18:00) Chris Kontos (25:13) Jim Wiemer (35:23) | Olympic Saddledome, Calgary, Alberta Zuschauer: 20.062 |

| 20. April 1989 | Calgary Flames Colin Patterson (0:58) Doug Gilmour (4:48) Doug Gilmour (6:05) Al MacInnis (11:35) Rob Ramage (25:32) Håkan Loob (39:20) Joe Mullen (49:56) Gary Roberts (51:56) | 8:3 (4:1, 2:1, 2:1) Spielbericht Stand: 2:0 | Los Angeles Kings Bernie Nicholls (13:59) Bernie Nicholls (39:59) Dave Taylor (47:49) | Olympic Saddledome, Calgary, Alberta Zuschauer: 20.062 |

| 22. April 1989 | Los Angeles Kings Tom Laidlaw (40:47) Steve Kasper (54:39) | 2:5 (0:2, 0:0, 2:3) Spielbericht Stand: 0:3 | Calgary Flames Jamie Macoun (7:26) Joel Otto (13:56) Doug Gilmour (53:44) Doug Gilmour (56:27) Joe Mullen (57:15) | Great Western Forum, Inglewood, Kalifornien Zuschauer: 16.005 |

| 24. April 1989 | Los Angeles Kings Steve Duchesne (1:23) Wayne Gretzky (11:20) Steve Duchesne (49:41) | 3:5 (2:2, 0:1, 1:2) Spielbericht Stand: 0:4 | Calgary Flames Joe Mullen (7:24) Gary Roberts (8:34) Joe Nieuwendyk (39:12) Joe Mullen (44:59) Gary Roberts (59:57) | Great Western Forum, Inglewood, Kalifornien Zuschauer: 16.005 |

## Conference-Finale

### Prince of Wales Conference

#### (A1) Canadiens de Montréal – (P4) Philadelphia Flyers
| 1. Mai 1989 | Canadiens de Montréal Shayne Corson (52:06) | 1:3 (0:1, 0:0, 1:2) Spielbericht Stand: 0:1 | Philadelphia Flyers Derrick Smith (13:45) Ilkka Sinisalo (51:19) Rick Tocchet (53:09) | Forum de Montréal, Montréal, Québec Zuschauer: 17.024 |

| 3. Mai 1989 | Canadiens de Montréal Stéphane Richer (5:31) Éric Desjardins (34:30) Guy Carbonneau (49:28) | 3:0 (1:0, 1:0, 1:0) Spielbericht Stand: 1:1 | Philadelphia Flyers | Forum de Montréal, Montréal, Québec Zuschauer: 17.428 |

| 5. Mai 1989 | Philadelphia Flyers Brian Propp (46:56) | 1:5 (0:1, 0:3, 1:1) Spielbericht Stand: 1:2 | Canadiens de Montréal Guy Carbonneau (14:26) Shayne Corson (23:14) Bob Gainey (26:11) Russ Courtnall (34:53) Bobby Smith (52:21) | The Spectrum, Philadelphia, Pennsylvania Zuschauer: 17.423 |

| 7. Mai 1989 | Philadelphia Flyers | 0:3 (0:0, 0:3, 0:0) Spielbericht Stand: 1:3 | Canadiens de Montréal Shayne Corson (30:09) Chris Chelios (33:57) Guy Carbonneau (37:40) | The Spectrum, Philadelphia, Pennsylvania Zuschauer: 17.423 |

| 9. Mai 1989 | Canadiens de Montréal Bobby Smith (55:46) | 1:2 (0:0, 0:1, 1:0, 0:1) Spielbericht Stand: 3:2 | Philadelphia Flyers Derrick Smith (23:53) Dave Poulin (65:02) | Forum de Montréal, Montréal, Québec Zuschauer: 17.909 |

| 11. Mai 1989 | Philadelphia Flyers Scott Mellanby (12:49) Brian Propp (53:55) | 2:4 (1:1, 0:2, 1:1) Spielbericht Stand: 2:4 | Canadiens de Montréal Mike Keane (15:42) Bobby Smith (27:44) Chris Chelios (35:10) Ryan Walter (47:40) | The Spectrum, Philadelphia, Pennsylvania Zuschauer: 17.423 |

### Clarence Campbell Conference

#### (S1) Calgary Flames – (N4) Chicago Blackhawks
| 2. Mai 1989 | Calgary Flames Jamie Macoun (10:18) Joe Nieuwendyk (32:02) Brian MacLellan (46:13) | 3:0 (1:0, 1:0, 1:0) Spielbericht Stand: 1:0 | Chicago Blackhawks | Olympic Saddledome, Calgary, Alberta Zuschauer: 19.847 |

| 4. Mai 1989 | Calgary Flames Håkan Loob (19:10) Joe Mullen (50:03) | 2:4 (1:3, 0:1, 1:0) Spielbericht Stand: 1:1 | Chicago Blackhawks Steve Larmer (2:19) Denis Savard (3:52) Steve Thomas (6:02) Trent Yawney (29:10) | Olympic Saddledome, Calgary, Alberta Zuschauer: 20.062 |

| 6. Mai 1989 | Chicago Blackhawks Steve Konroyd (26:49) Troy Murray (37:00) | 2:5 (0:2, 2:1, 0:2) Spielbericht Stand: 1:2 | Calgary Flames Joe Mullen (4:11) Joe Nieuwendyk (14:57) Theoren Fleury (28:07) Håkan Loob (51:46) Joe Mullen (59:16) | Chicago Stadium, Chicago, Illinois Zuschauer: 18.472 |

| 8. Mai 1989 | Chicago Blackhawks Denis Savard (30:25) | 1:2 n. V. (0:0, 1:1, 0:0, 0:1) Spielbericht Stand: 1:3 | Calgary Flames Doug Gilmour (38:03) Al MacInnis (75:05) | Chicago Stadium, Chicago, Illinois Zuschauer: 18.472 |

| 10. Mai 1989 | Calgary Flames Joe Nieuwendyk (7:29) Brian MacLellan (45:19) Joe Nieuwendyk (56:59) | 3:1 (1:0, 0:1, 2:0) Spielbericht Stand: 4:1 | Chicago Blackhawks Mike Hudson (38:48) | Olympic Saddledome, Calgary, Alberta Zuschauer: 20.065 |

## Stanley-Cup-Finale

### (S1) Calgary Flames – (A1) Canadiens de Montréal
| 14. Mai 1989 | Calgary Flames Al MacInnis (6:51) Al MacInnis (8:33) Theoren Fleury (31:45) | 3:2 (2:2, 1:0, 0:0) Spielbericht Stand: 1:0 | Canadiens de Montréal Stéphane Richer (2:43) Larry Robinson (10:02) | Olympic Saddledome, Calgary, Alberta Zuschauer: 20.062 |

| 17. Mai 1989 | Calgary Flames Joe Nieuwendyk (25:14) Joel Otto (33:49) | 2:4 (0:1, 2:1, 0:2) Spielbericht Stand: 1:1 | Canadiens de Montréal Larry Robinson (4:18) Bobby Smith (21:55) Chris Chelios (48:01) Russ Courtnall (49:35) | Olympic Saddledome, Calgary, Alberta Zuschauer: 20.062 |

| 19. Mai 1989 | Canadiens de Montréal Mike McPhee (1:32) Bobby Smith (41:36) Mats Näslund (59:19) Ryan Walter (98:08) | 4:3 n. V. (1:1, 0:1, 2:1, 0:0, 1:0) Spielbericht Stand: 2:1 | Calgary Flames Joe Mullen (17:15) Joe Mullen (35:35) Doug Gilmour (53:02) | Forum de Montréal, Montréal, Québec Zuschauer: 17.899 |

| 21. Mai 1989 | Canadiens de Montréal Russ Courtnall (50:59) Claude Lemieux (59:33) | 2:4 (0:0, 0:2, 2:2) Spielbericht Stand: 2:2 | Calgary Flames Doug Gilmour (31:56) Joe Mullen (38:43) Al MacInnis (58:22) Joe Mullen (59:49) | Forum de Montréal, Montréal, Québec Zuschauer: 17.907 |

| 23. Mai 1989 | Calgary Flames Joel Otto (0:28) Joe Mullen (8:15) Al MacInnis (19:31) | 3:2 (3:1, 0:1, 0:0) Spielbericht Stand: 3:2 | Canadiens de Montréal Bobby Smith (13:24) Mike Keane (34:17) | Olympic Saddledome, Calgary, Alberta Zuschauer: 20.062 |

| 25. Mai 1989 | Canadiens de Montréal Claude Lemieux (21:23) Rick Green (51:53) | 2:4 (0:1, 1:1, 1:2) Spielbericht Stand: 2:4 | Calgary Flames Colin Patterson (18:51) Lanny McDonald (24:24) Doug Gilmour (51:02) Doug Gilmour (58:57) | Forum de Montréal, Montréal, Québec Zuschauer: 17.909 |

### Stanley-Cup-Sieger
| Stanley-Cup-Sieger Calgary Flames | Torhüter: Mike Vernon, Rick Wamsley Verteidiger: Al MacInnis, Jamie Macoun, Brad McCrimmon, Dana Murzyn, Ric Nattress, Rob Ramage, Gary Suter Angreifer: Theoren Fleury, Doug Gilmour, Jiří Hrdina, Mark Hunter, Tim Hunter, Håkan Loob, Brian MacLellan, Lanny McDonald, Joe Mullen, Joe Nieuwendyk, Joel Otto, Colin Patterson, Jim Peplinski, Gary Roberts Cheftrainer: Terry Crisp General Manager: Cliff Fletcher |

## Beste Scorer
Abkürzungen: GP = Spiele, G = Tore, A = Assists, Pts = Punkte, +/− = Plus/Minus, PIM = Strafminuten; Fett: Bestwert
| Spieler       | Team         | GP | G  | A  | Pts | +/− | PIM |
| ------------- | ------------ | -- | -- | -- | --- | --- | --- |
| Al MacInnis   | Calgary      | 22 | 7  | 24 | 31  | +6  | 46  |
| Tim Kerr      | Philadelphia | 19 | 14 | 11 | 25  | +1  | 27  |
| Joe Mullen    | Calgary      | 21 | 16 | 8  | 24  | +8  | 4   |
| Brian Propp   | Philadelphia | 19 | 14 | 9  | 23  | +8  | 14  |
| Doug Gilmour  | Calgary      | 22 | 11 | 11 | 22  | +12 | 20  |
| Wayne Gretzky | Los Angeles  | 11 | 5  | 17 | 22  | −4  | 0   |
| Mario Lemieux | Pittsburgh   | 11 | 12 | 7  | 19  | −1  | 16  |
| Bobby Smith   | Montréal     | 21 | 11 | 8  | 19  | +1  | 46  |
| Denis Savard  | Chicago      | 16 | 8  | 11 | 19  | +8  | 10  |
| Joel Otto     | Calgary      | 22 | 6  | 13 | 19  | +2  | 46  |
| Chris Chelios | Montréal     | 21 | 4  | 15 | 19  | +2  | 28  |

Die beste Plus/Minus-Statistik erreichte Mark Howe von den Philadelphia Flyers mit einem Wert von +14.

## Beste Torhüter
Die kombinierte Tabelle zeigt die jeweils drei besten Torhüter in den Kategorien Gegentorschnitt und Fangquote sowie die jeweils Führenden in den Kategorien Shutouts und Siege.
Abkürzungen: GP = Spiele, Min = Eiszeit (in Minuten), W = Siege, L = Niederlagen, GA = Gegentore, SO = Shutouts, Sv% = gehaltene Schüsse (in %), GAA = Gegentorschnitt; Fett: Bestwert; Sortiert nach Gegentorschnitt.
Erfasst werden nur Torhüter mit 180 absolvierten Spielminuten.
| Spieler        | Team         | GP | Min  | W  | L | GA | SO | Sv%  | GAA  |
| -------------- | ------------ | -- | ---- | -- | - | -- | -- | ---- | ---- |
| Patrick Roy    | Montréal     | 19 | 1207 | 13 | 6 | 42 | 2  | 92,0 | 2,09 |
| Ken Wregget    | Philadelphia | 5  | 269  | 2  | 2 | 10 | 0  | 92,7 | 2,23 |
| Mike Vernon    | Calgary      | 22 | 1381 | 16 | 5 | 52 | 3  | 90,5 | 2,26 |
| Alain Chevrier | Chicago      | 16 | 1013 | 9  | 7 | 44 | 0  | 90,9 | 2,61 |